# Korolivka, Iarmolînți
Korolivka (în ucraineană Королівка) este un sat în comuna Mîhailivka din raionul Iarmolînți, regiunea Hmelnîțkîi, Ucraina.

## Demografie
Componența lingvistică a localității Korolivka
     Ucraineană (99,03%)
     Alte limbi (0,98%)
Conform recensământului din 2001, majoritatea populației localității Korolivka era vorbitoare de ucraineană (99,03%), existând în minoritate și vorbitori de alte limbi.